# Blizzard de Toronto (1971-1984)
Pour les articles homonymes, voir Blizzard de Toronto.
Maillots
Le Blizzard de Toronto (en anglais : Toronto Blizzard) était une franchise canadienne de soccer (football) basé à Toronto qui a été active de 1971 à 1984. Ils participent à quatorze saisons de NASL entre 1971 et 1984.

## Historique

### Repères historiques
- 1971 : fondation du club sous le nom des Metros de Toronto
- 1975 : le club est renommé Metros-Croatia de Toronto
- 1979 : le club est renommé Blizzard de Toronto
- 1984 : le club est dissout

### Soccer à Toronto
Le Toronto City (en) est l’un des premiers clubs professionnels de Toronto et il intègre l'Eastern Canada Professional Soccer League (en) en 1961, puis intègre la United Soccer Association (en). Néanmoins, l'équipe disparait en 1967, après six saisons. Puis, les Falcons de Toronto (en) rachètent l’Italia de Toronto de l'ECPSL et ils intègrent la National Professional Soccer League (en) en 1967, puis la North American Soccer League. La franchise disparait à la fin de leur première saison en NASL,,,.

### Histoire
Les Metros de Toronto sont désignés comme franchise d'expansion à compter de la saison 1971. Les Metros déviant la deuxième franchise de Toronto à intégrer la NASL. L'entité des Metros est fondée le 11 décembre 1970 par John Fisher,. Le nom de la franchise est issu du surnom en anglais de la municipalité de la communauté urbaine de Toronto qui est surnommée « Metro Toronto ». L'écossais Graham Leggat est choisi comme premier entraîneur du club, il a alors la double fonction d'entraîneur et de joueur.
Les Metros font leur entrée en North American Soccer League en 1971. Lors de leur première rencontre officielle, les Metros affrontent le Tornado de Dallas le 17 avril 1971 et font match nul de 2-2, où le canadien John Schepers (en) inscrit le premier but de l'histoire du club. Un mois plus tard, pour une première rencontre à domicile au Varsity Stadium, Toronto dispose du Cosmos de New York, devant 6 751 spectateurs dans une soirée qui marque le retour du soccer professionnel à Toronto. Les Metros terminent troisièmes de leur conférence et ne se qualifient pas pour les séries éliminatoires. Faut alors attendre la saison 1973, où ils terminent premiers de leur conférence et sont éliminés en demi-finale des séries par les Atoms de Philadelphie (en). 
À la fin de la saison 1974 après quatre mois de négociations, les Metros ont annoncé le 5 février 1975 que le Croatia de Toronto de la Ligue nationale de soccer a acheté 50 % de la franchise. À la grande exaspération des responsables de la NASL, la nouvelle direction a imposé une identité ethnique croate à l'organisation et renomme la franchise en Metros-Croatia de Toronto. La nouvelle direction et leur effectif est en grande partie d'une identité ethnique croate.
C'est pour la saison 1976 que les Metros-Croatia réussi à attirer Eusébio, Ballon d'or 1965,. Les dirigeants de la NASL et le president du Cosmos, Clive Toye (en) souhaitaient interdire les « noms ethniques » qui ne collait pas particulièrement avec ceux des autres franchises et nuise à l’image de la ligue. Celle-ci céda finalement face aux menaces de démission des propriétaires des Metros-Croatia,. C'est sous les ordres d'Ivan Marković, puis de Domagoj Kapetanović (en) pour les voir remporter leur premier et unique Soccer Bowl (en). Les Metros-Croatia remportent la finale des séries éliminatoires contre les Kicks du Minnesota, lors d'une victoire de 3-0 dont un but d'Eusébio,,. L'allemand Wolfgang Sühnholz (en) est élu meilleur joueur de la finale. Lors du Soccer Bowl de 1976 (en), les responsables de la ligue ont prétendument ordonné aux commentateurs de la finale de ne faire référence aux équipes que par le nom de leur ville,,. 300 personnes (principalement des croates) accueillirent les héros à l’aéroport de Toronto.
Malheureusement, la belle histoire tournera court. Les propriétaires n’avaient pas assez d’argent pour conserver Eusébio, et les pressions de la ligue s’intensifièrent après le titre remporté par le club. Le 1er février 1979, la franchises des Metros-Croatia est vendu au Global Television Network,, puis elle est rebaptisée Blizzard de Toronto dans le but de les identifier auprès d'un public canadien plus large et la franchise déménage au stade de l'Exposition nationale,. Le Croatia de Toronto retourne en Ligue nationale de soccer,. En août 1981, Karsten von Werseb rachète la franchise.
Lors de la saison 1983 sous les ordres de Bob Houghton, le Blizzard participe à leur deuxième finale du Soccer Bowl et s'incline en finale des séries éliminatoires contre les Roughnecks de Tulsa (défaite 2-0),. La saison suivante, le Blizzard participe à leur troisième finale du Soccer Bowl et s'incline de nouveau en finale des séries éliminatoires contre le Sting de Chicago,. Cependant, la cession de la NASL à la fin de la saison 1984 a signifié la fin de l'existence de la franchise du Blizzard comme celle des autres franchises de la NASL.

### Reprise du nom (1986)
Karsten von Werseb rachète le Dynamo Latino qui évolue en Ligue nationale de soccer, renomme la franchise en Blizzard de Toronto (en) en 1986 et prend leur place en LNS,. La saison suivante, il rejoint la Ligue canadienne de soccer jusqu'à sa disparition en 1992,. Puis, il rejoint l'American Professional Soccer League, mais la franchise est dissoute à la fin de la saison 1993,.
Lorsque Toronto a obtenu une franchise en Major League Soccer en 2005, certains pensaient que la franchise pourrait s'appeler Blizzard, en hommage à la précédente équipe de la défunte NASL. Cependant, la franchise a choisi de s'appeler le Toronto FC.

## Palmarès et résultats

### Palmarès
| Compétitions nationales | Soccer indoor |
| - NASL (1) - Vainqueur du Soccer Bowl (en) : 1976 (en) - Finaliste du Soccer Bowl : 1983 (en) et 1984 (en)                                    | - Vierge |
| Récompenses individuelles | |
| - Meilleur joueur du Soccer Bowl (en) (1) - Wolfgang Sühnholz (en) en 1976 (en) - Meilleur gardien de la NASL (1) - Paul Hammond (en) en 1984 | - Équipe-type n°1 de la NASL (5) - Brian Rowan (en) en 1973 - Fernando Pinto en 1973 - Ian McPhee (en) en 1973 - Patrick Ntsoelengoe (en) en 1982 - Bruce Wilson en 1984 - Équipe-type n°2 de la NASL (10) - Felix Correia en 1971 - Dick Howard (en) en 1972 - Brian Rowan en 1972, 1974 - Fernando Pinto en 1974 - Bruce Wilson en 1983 - David Byrne (en) en 1983, 1984 - Paul Hammond en 1984 - Jimmy Nicholl en 1984 |

### Bilan par saison

#### NASL (1971-1984)
| Saison | Ligue | Saison régulière | Saison régulière | Saison régulière | Saison régulière | Saison régulière | Saison régulière | Saison régulière | Position | Séries éliminatoires      | Affluence |
| Saison | Ligue | M                | V                | N                | D                | BP               | BC               | Pts              | Position | Séries éliminatoires      | Affluence |
| ------ | ----- | ---------------- | ---------------- | ---------------- | ---------------- | ---------------- | ---------------- | ---------------- | -------- | ------------------------- | --------- |
| 1971   | NASL  | 24               | 5                | 9                | 10               | 32               | 47               | 89               | 3e/4     | Non qualifié              | 5 993     |
| 1972   | NASL  | 14               | 4                | 4                | 6                | 18               | 22               | 53               | 3e/4     | Non qualifié              | 7 173     |
| 1973   | NASL  | 19               | 6                | 9                | 4                | 32               | 18               | 89               | 1er/3    | Demi-finale               | 5 961     |
| 1974   | NASL  | 20               | 9                | 1                | 10               | 30               | 31               | 87               | 2e/4     | Non qualifié              | 3 458     |
| 1975   | NASL  | 22               | 13               | -                | 9                | 39               | 28               | 114              | 2e/5     | Demi-finale de conférence | 6 271     |
| 1976   | NASL  | 24               | 15               | -                | 9                | 38               | 30               | 123              | 2e/5     | Vainqueur                 | 5 555     |
| 1977   | NASL  | 26               | 13               | -                | 13               | 42               | 38               | 115              | 1er/5    | Demi-finale de conférence | 7 321     |
| 1978   | NASL  | 30               | 16               | -                | 14               | 58               | 47               | 144              | 3e/4     | Premier tour              | 6 233     |
| 1979   | NASL  | 30               | 14               | -                | 16               | 52               | 65               | 133              | 3e/4     | Premier tour              | 11 821    |
| 1980   | NASL  | 32               | 14               | -                | 18               | 49               | 65               | 128              | 3e/4     | Non qualifié              | 15 043    |
| 1981   | NASL  | 32               | 7                | -                | 25               | 39               | 82               | 77               | 4e/4     | Non qualifié              | 7 287     |
| 1982   | NASL  | 32               | 17               | -                | 15               | 64               | 47               | 151              | 3e/4     | Demi-finale de conférence | 8 105     |
| 1983   | NASL  | 30               | 16               | -                | 14               | 51               | 48               | 135              | 3e/4     | Finale                    | 11 630    |
| 1984   | NASL  | 24               | 14               | -                | 10               | 46               | 33               | 117              | 2e/4     | Finale                    | 11 452    |

#### Soccer indoor (1975-1982)
| Saison    | Ligue       | Saison régulière | Saison régulière | Saison régulière | Saison régulière | Saison régulière | Position | Séries éliminatoires | Affluence |
| Saison    | Ligue       | M                | V                | D                | BP               | BC               | Position | Séries éliminatoires | Affluence |
| --------- | ----------- | ---------------- | ---------------- | ---------------- | ---------------- | ---------------- | -------- | -------------------- | --------- |
| 1975      | NASL indoor | 2                | 1                | 1                | 6                | 9                | 4e/4     | Non qualifié         | N/A       |
| 1976      | NASL indoor | 2                | 1                | 1                | 10               | 12               | 3e/4     | Non qualifié         | N/A       |
| 1980-1981 | NASL indoor | 18               | 5                | 13               | 101              | 121              | 4e/4     | Non qualifié         | 5 702     |
| 1981-1982 | NASL Indoor | 18               | 8                | 10               | 86               | 96               | 2e/4     | Non qualifié         | 5 142     |

## Stades

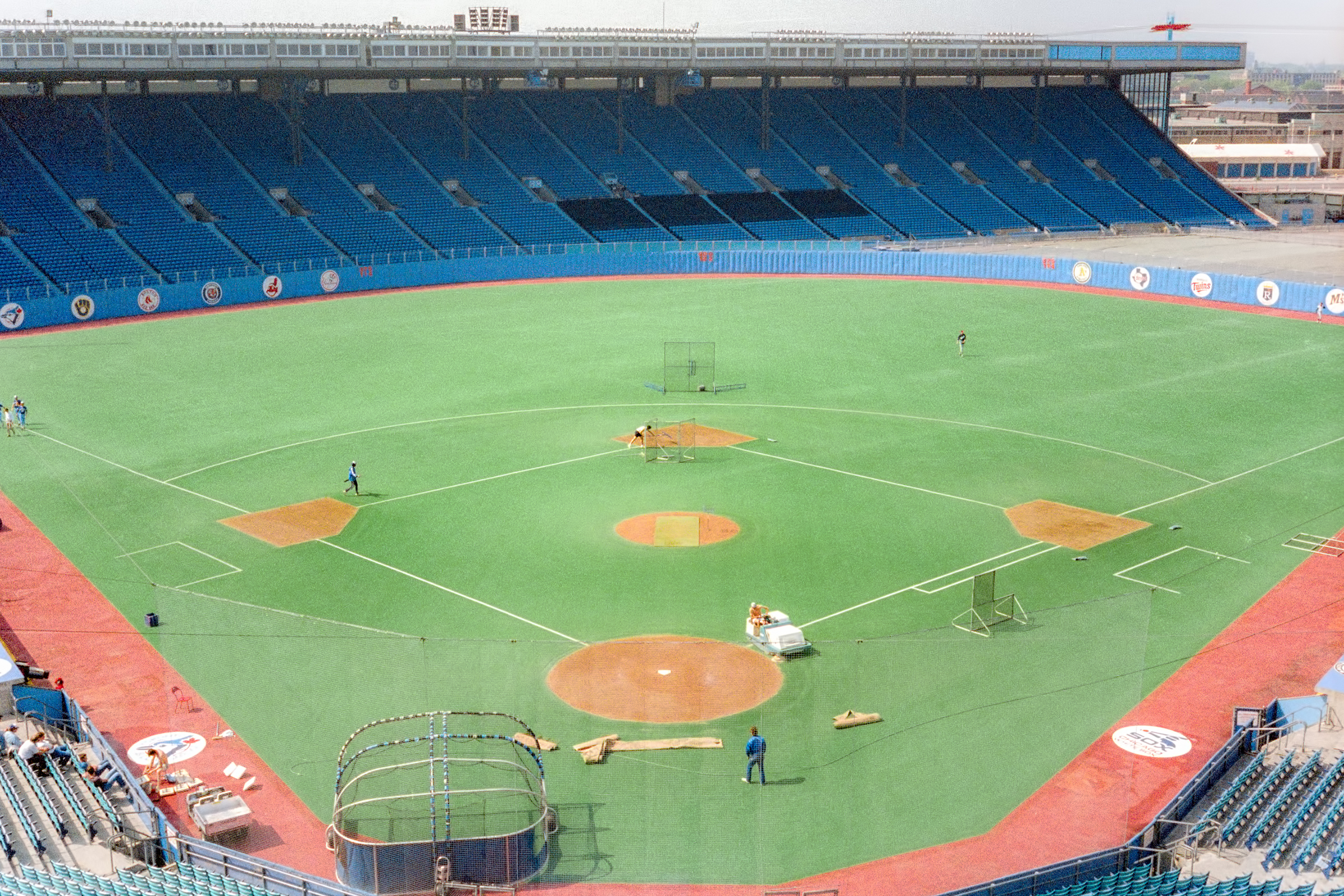
L'équipe joue ses saisons au stade de l'Exposition nationale entre 1979 et 1983.

Le premier stade à accueillir les Metros est le Varsity Stadium, stade de l'équipe de football canadien de l'Université de Toronto. Il a une capacité de 21 739 places. L'affluence moyenne sur leur première saison régulière est de 5 993 spectateurs, soit la meilleure affluence de la saison 1971 en NASL. Lors de la saison 1976, la franchise évolue au stade Lamport.
Après la saison 1978, la franchise s’installe au stade de l'Exposition nationale, d'une capacité de 54 741 places. Leur première rencontre au stade de l'Exposition se déroule le 8 avril 1978, le Blizzard affronte les Strikers de Fort Lauderdale. Le match se joue devant 18 552 spectateurs, avec victoire de deux buts à un des Strikers.
Le record d'affluence lors d'une rencontre de NASL au stade de l'Exposition est de 30 356 spectateurs pour la réception du Cosmos de New York le 16 août 1979. La moyenne de 15 043 atteinte en 1980 sera le record du club. Le 10 août 1983, le Blizzard affronte la Juventus FC, à l'occasion d'un match amical. Le match se joue devant 41 035 spectateurs au stade de l'Exposition (c'est le record d'affluence de la franchise), lors d'un match nul et vierge. Les moyennes de spectateurs diminuent chaque saison jusqu'en 1984.
Lors de leurs saisons de soccer intérieur (1980-1982), le Blizzard évolue au Maple Leaf Gardens.

## Couleurs et blason

Toronto Metros1971-1974[29]
Toronto Metros-Croatia1975-1978[30]
Toronto Blizzard1979-1984[31]

## Personnalités du club

### Propriétaires
Le tableau suivant présente la liste des propriétaires de la franchise entre 1971 et 1984,,.
| Rang | Nom                       | Période   |
| ---- | ------------------------- | --------- |
| 1    | John Fisher               | 1971–1974 |
| 2    | Sam Paric                 | 1975–1978 |
| 3    | Global Television Network | 1979-1981 |
| 4    | Karsten von Werseb        | 1981-1984 |

### Historique des entraîneurs
Le tableau suivant présente la liste des entraîneurs de la franchise entre 1971 et 1984,.
| Rang | Nom                      | Période   |
| ---- | ------------------------ | --------- |
| 1    | Graham Leggat            | 1971-1972 |
| 2    | Arthur Rodrigues (en)    | 1972-1974 |
| 3    | Ivan Marković            | 1975-1976 |
| 4    | Domagoj Kapetanović (en) | 1976      |

| Rang | Nom                 | Période   |
| ---- | ------------------- | --------- |
| 5    | Ivan Sangulin       | 1977      |
| 6    | Domagoj Kapetanović | 1978      |
| 7    | Keith Eddy (en)     | 1979-1981 |
| 8    | Bob Houghton        | 1982-1984 |